# Adieu (Alfred de Musset)
Pour les articles homonymes, voir Adieu.
Adieu est un célèbre poème romantique d'Alfred de Musset paru dans le recueil poétique Poésies nouvelles en 1850.
Les textes qui composent le recueil de poésie ont été écrits de 1836 à sa parution, avec des rajouts mineurs jusque dans les éditions de 1852. La destinataire de ce poème est peut-être George Sand, beaucoup plus certainement Pauline Garcia selon les biographistes pour laquelle le poète éprouve des sentiments non réciproques à cette époque précise.
Ce poème est célèbre par ses nombreuses reprises audiovisuelles contemporaines ; il évoque en tous cas la perte sentimentale d'un être aimé.

## Texte
ADIEU

Adieu ! je crois qu’en cette vie

Je ne te reverrai jamais.

Dieu passe, il t’appelle et m’oublie ;

En te perdant je sens que je t’aimais.

Pas de pleurs, pas de plainte vaine.

Je sais respecter l’avenir.

Vienne la voile qui t’emmène,

En souriant je la verrai partir.

Tu t’en vas pleine d’espérance,

Avec orgueil tu reviendras ;

Mais ceux qui vont souffrir de ton absence,

Tu ne les reconnaîtras pas.

Adieu ! tu vas faire un beau rêve

Et t’enivrer d’un plaisir dangereux ;

Sur ton chemin l’étoile qui se lève

Longtemps encore éblouira tes yeux.

Un jour tu sentiras peut-être

Le prix d’un cœur qui nous comprend,

Le bien qu’on trouve à le connaître,

Et ce qu’on souffre en le perdant.
— Alfred de Musset, Poésies nouvelles, 1850

## Contexte d'écriture

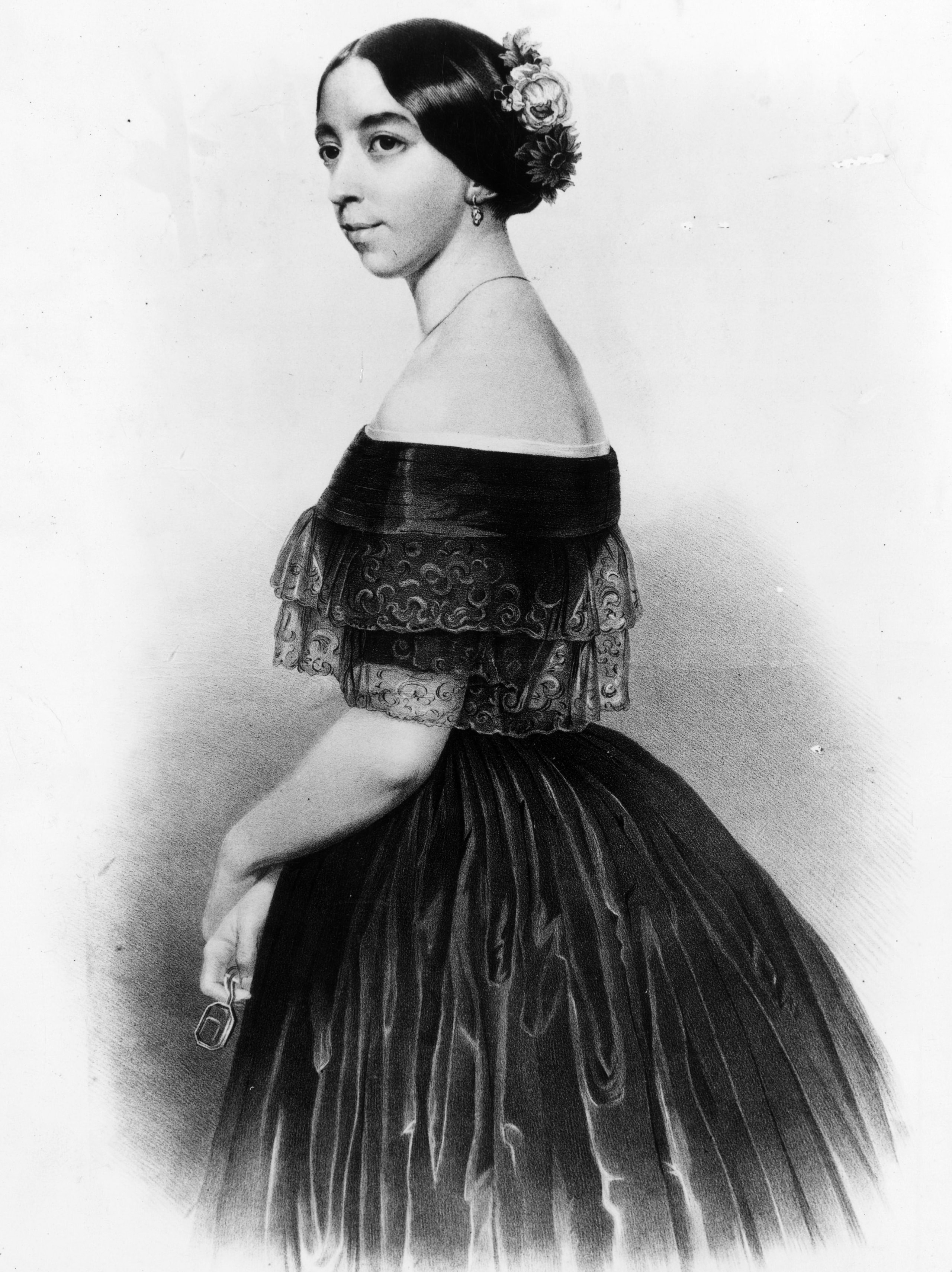
Pauline Viardot.

Le recueil poétique Poésies nouvelles compte 277 pages dans ses premières éditions. Le poète y exprime sont talent poétique : tour à tour, il est charmeur, rêveur, innocent puis désabusé. Le poète y laisse éclater son génie en même temps qu'une mélancolie profonde à laquelle le lecteur ne peut pas rester insensible.
Lorsqu'il compose Adieu en 1836, Alfred de Musset vient de rompre amoureusement avec une femme aimée, certainement Pauline Garcia. Celle-ci lui fait comprendre durant cette période qu'elle ne compte pas l'aimer durablement et le ressentiment de Musset surgit justement dans ce poème.
Dans le même recueil poétique, le poème Rappelle-toi fait écho à Adieu dans un thème identiquement mélancolique et désenchanté.

## Analyse

### La fatalité de sa séparation

#### Le poète s'adresse à sa dulcinée
Le texte poétique est intitulé « Adieu ». Un adieu est un dernier signe de vie, il est prononcé par ceux qui se quittent pour toujours et c’est même un terme comparable à une passerelle reliant la vie à la mort. « Adieu ! » est aussi le premier mot qui apparaît dans le premier vers. Son point d’exclamation indique que cet adieu est directement adressé à Pauline Garcia, sous forme d’apostrophe, figure de rhétorique caractéristique d’une parole adressée à quelqu’un. Le poète utilise le « je » lyrique pour se désigner et le « tu » pour communiquer sa propre plainte directement à la femme qu’il aimait, comme on peut le voir dans les termes « je t’aimais » (vers 4), « je la verrai » (vers 8), « tu t’en vas » (vers 9) ou encore « ton chemin » (vers 15). Musset utilise majoritairement le présent et le futur de l’indicatif dans ses interpellations (vers 15 : « l’étoile qui se lève » (au présent) et le deuxième vers : « je ne te reverrai jamais » (au futur)). Il place donc ses vers dans un discours que l’on pourrait entendre à l'oral. L’auteur utilise un paradoxe au vers 5 : « Pas de pleurs, pas de plainte vaine » comme s’il voulait se convaincre de son détachement sentimental avec cette femme alors que son poème est justement un dernier « adieu » à celle à laquelle il tenait tant. Il se place en plus parmi « ceux qui vont souffrir de [son] absence » au vers 11, et exprime aussi qu’il « souffre » dans le dernier vers : Musset montre clairement que cette rupture l’affecte fortement et c’est d’ailleurs cette séparation amoureuse qui est le sujet de la réalisation de ce poème. Tout ce parcours inscrit le poème dans un lyrisme entrant en collision avec l’élégie poétique.

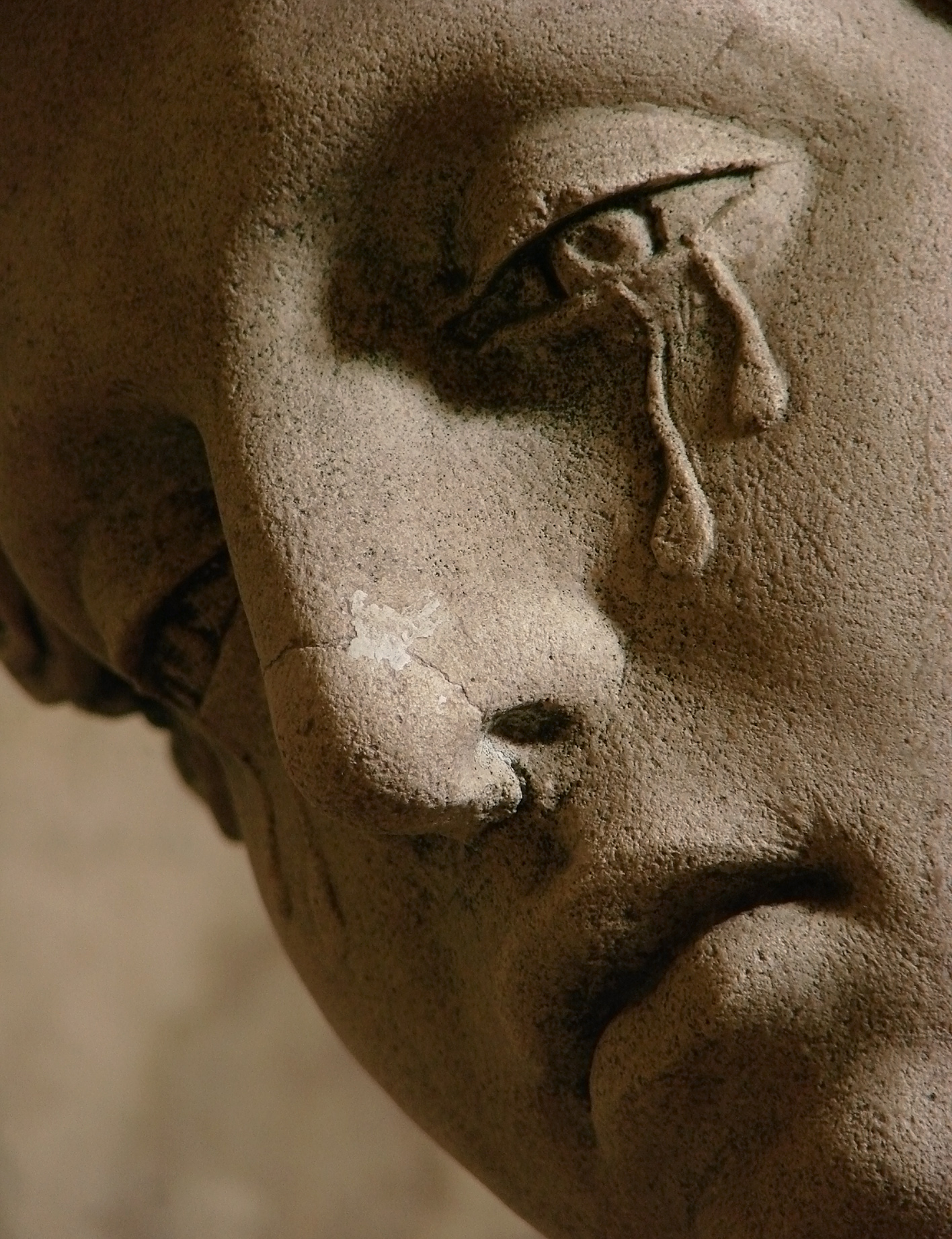
L'onction du Christ, une scène de tristesse.

#### Un poète délaissé
Le poète se confie dans le vers 4 : « En te perdant je sens que je t’aimais ». Ce paradoxe montre que cette femme est définitivement perdue et c’est seulement maintenant que Musset se rend compte de l’attachement qu’il lui portait. L’auteur indique que cette femme est partie dans les vers 8 et 9 : « je la verrai partir » ou en disant « Tu t’en vas », ce qui plonge ses paroles dans un grand malheur. En plus de Pauline Garcia, Dieu est aussi présent dans son élégie. Justement, dans le troisième vers, il l’évoque à travers cette accumulation : « Dieu passe, il t’appelle et m’oublie ». La force divine ignore complètement le sort de l’homme meurtri, et semble clairement être la cause de cette séparation en « appell[ant] » cette femme et en reniant le poète : « Dieu […] m’oublie ». Dans ce même vers, un rythme ternaire vient balayer la scène où Musset reste seul et oublié de toutes les mémoires. La rime embrassée des vers 1 et 3 met en miroir les notions de « vie » et d’« oubli », tandis que celle des vers 2 et 4 lie « jamais » avec « aimais ». Ces mots qui s’opposent sont associés car l’auteur les associe lui-même : sa vie tombe dans l’oubli et, selon lui, l’amour ne demeure jamais infini. Le poète constate qu’il est impuissant face au sort qui l’accable.

#### Une impuissance face au destin
Dans le poème, le délaissement que subit le poète s’accompagne d’une impuissance face au destin. Dès les deux premiers octosyllabes, Musset fait part de son désenchantement et de son désespoir : « je crois qu’en cette vie/Je ne te reverrai jamais ». En réalisant un enjambement, en utilisant le futur de l’indicatif et pas le conditionnel, et en plaçant le mot « jamais » à la fin du deuxième hémistiche dans le vers 2, le poète exprime son manque d’espoir et met en valeur la monotonie qui peuple sa vie, comme un bercement soporifique. Face à « Dieu » qui « passe » dans le vers 3, l’auteur répond dans le vers 6 qu’il « sai[t] respecter l’avenir » : il est confronté à des forces supérieures et ne peut pas y lutter. En effet, il ne veut ni « pleur[er] », ni se « plain[dre] » dans le vers 5, avec la répétition du mot de négation « pas » au début de chaque hémistiche, ce qui constitue une anaphore avec laquelle le poète souhaite exagérer son impuissance.

### Une mort symbolique

#### Un deuil!

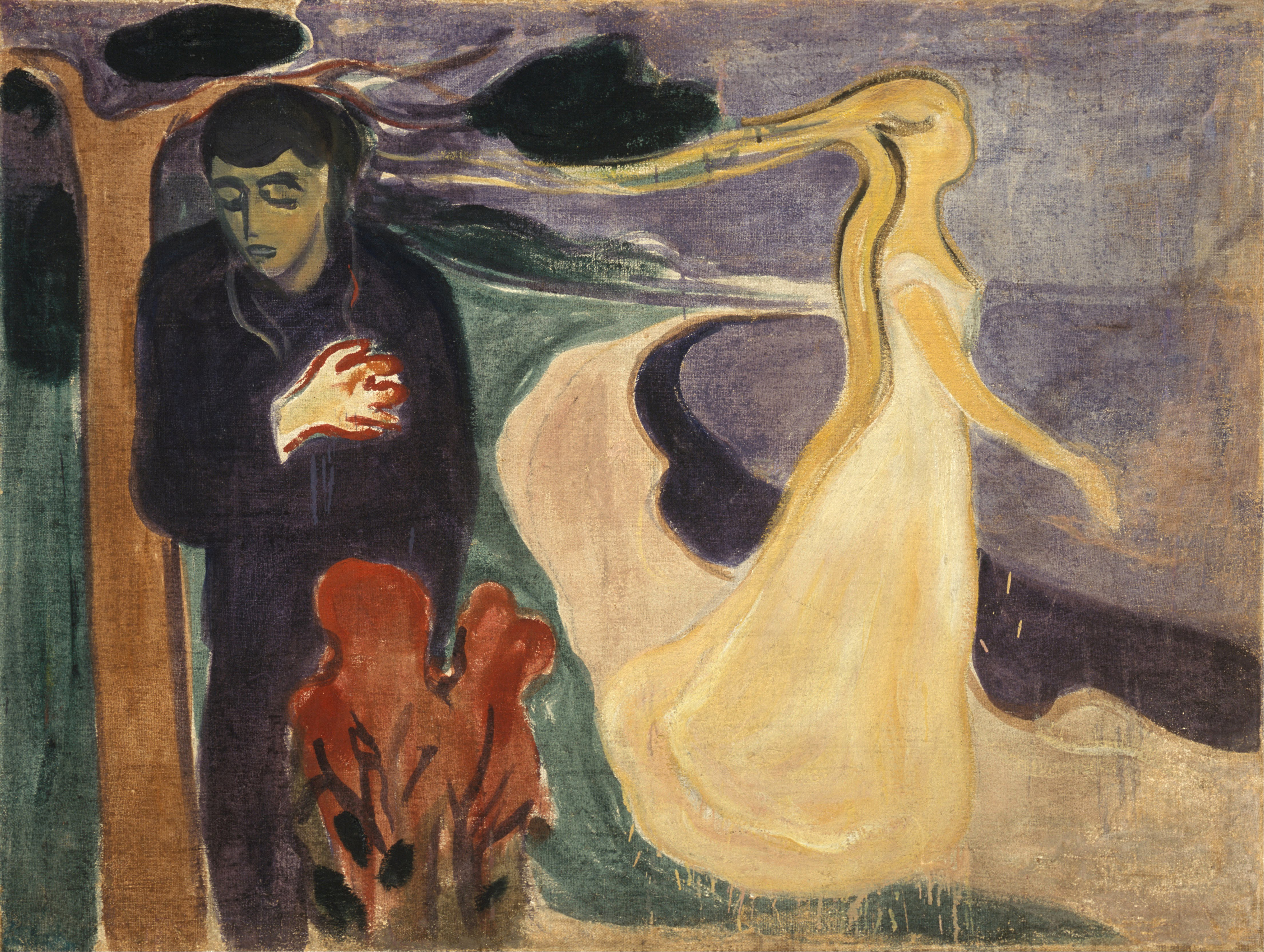
Séparation, Edvard Munch, 1896.

Musset lance « Adieu ! » à Pauline Garcia, comme si elle était sur le point de mourir et qu’elle allait quitter le monde des vivants, comme un dernier hommage. Le lecteur peut croire que le poème traite d’un décès, sauf que le vers 17 au futur dit : « Un jour tu sentiras » ; ainsi, la vie de la femme n’est pas finie et elle continue de vivre, mais sans le poète donc cette séparation est perçue comme une mort, et l’auteur évoque d’ailleurs le champ lexical du décès comme le prouve l'évocation de « Dieu » (vers 3), où qu’il avoue se « perd[re] » (vers 4), et qu’il parle de « pleurs » et de « plainte » (vers 5), qu’il confie « souffrir » (vers 11) ou encore qu’il fait allusion à un « rêve » (vers 13). La métaphore au vers 7 où Musset déclare « Vienne la voile qui t’emmène », à l’image d’un verset de prière, évoque une « voile » qui emmènerait la dépouille de Pauline Garcia ; pourtant, celle-ci est toujours en vie.
Ainsi, Musset réalise une syllepse avec ce terme. D’une part, la « voile » est une synecdoque désignant l’ensemble auquel appartient une voile, c’est-à-dire un bateau, comme celui du fleuve Styx, chargé de conduire les morts au royaume des Enfers ; d’autre part, le voile est une personnification désignant l’allégorie de la Mort, cette dernière étant vêtue d’un long voile noir. Dans chacun de ces deux cas, une tonalité mystique rythme le vers et « la voile » est placée à la césure de l’octosyllabe. Ce mot est donc mis en valeur et la volonté du poète est bien de montrer que pour lui dans son cœur et son esprit, il vit cette rupture amoureuse tel un décès. De plus, ce vers est construit à l’image d’un psaume de la Bible, ce qui enferme sa réaction dans le deuil. Le poète est marqué et nostalgique de cet épisode passé de sa vie.

#### Un voyage funeste imaginaire
Ce deuil symbolique a une référence à un voyage funeste imaginaire. Dans la seconde strophe du poème, les vers 7 et 8 font référence à des épisodes de la mythologie grecque : le bateau du Styx est chargé d’acheminer les morts jusqu’aux Enfers. Cette « voile » qui « emmène » la femme semble tracer un cheminement lent et paisible vers le monde des morts. Le poète « la verra […] partir », comme apaisé, même s’il semble très triste. Le vers 3 appuie cette idée : c’est « Dieu » qui « appelle » cette femme et qui semble ainsi la guider vers l’au-delà. Un adieu, c’est l’ultime geste que l’on peut faire à celle qu’on aime quoi qu’il advienne. Et aussi, l’enjambement dans les vers 15 et 16 semble rythmer le voyage de Pauline Garcia après le vers 15 lorsqu’il lui dit : « Sur ton chemin l’étoile qui se lève ». Ce vers dit que son trajet est un « chemin », comme si la femme empruntait un sentier, en plus d’être guidée par le Soleil, astre du jour qui est assimilé à une périphrase dans ce vers avec « l’étoile qui se lève », pour approfondir cette impression de navigation dans les cieux.

#### Vers la quête du bonheur
Malgré cette tragique impression, le poète espère que sa belle trouvera de la joie dans cette séparation. La quête du bonheur est évoquée dans le vers 9 : la femme est « pleine d’espérance », c'est un sentiment dont est totalement dépourvu le poète. Le vers 10 affirme en plus que Pauline Garcia « reviendra » avec « orgueil », comme si elle était fière de son choix et donc heureuse d’avoir pris la décision de rompre avec le poète. Celui-ci l’aime toujours, il l’avoue dans le parallélisme du vers 4 : il reconnaît que c’est en la « perdant » qu’il se rend compte qu’il l’aime pour de vrai, et il garde un peu de bonté pour lui espérer une réussite, du moins de courte durée... Le vers 13 prouve la volonté bienveillante du poète : « tu vas faire un beau rêve », comme si la femme allait enfin s’épanouir et vivre dans un monde idéal. Le poète évoque le « plaisir » que prendra sa bien-aimée, au vers 14, pour mettre en lumière son envie qu’elle soit heureuse.

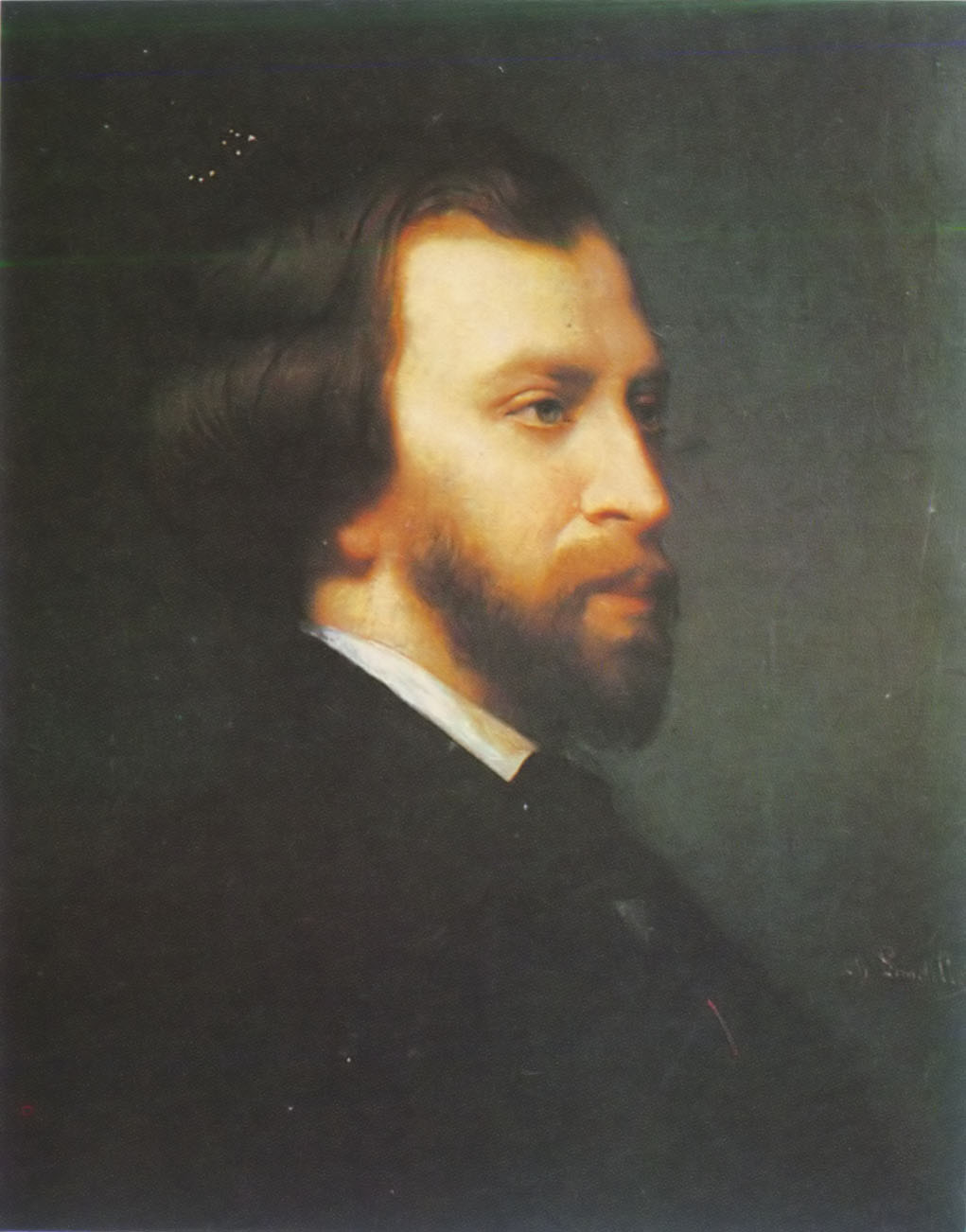
Portrait d'Alfred de Musset.

### Un ressentiment affirmé

#### Un constat de l’égoïsme de la femme
Musset constate l’égoïsme de Pauline Garcia : dans le troisième quatrain, il dit que son aimée « [s]’en va pleine d’espérance » (vers 9) et, « avec orgueil », « reviendra » (vers 10) : il critique son impertinence et son oisiveté, car, pendant son absence, ses proches vont souffrir. Les vers 11 et 12 disent : « Mais ceux qui vont souffrir de ton absence,/Tu ne les reconnaîtras pas », en dénonçant l’égoïsme de cette femme qui ignore la douleur qu’elle fait subir à ceux qui l’aiment, un groupe de proches dans lequel Musset se place. Le « mais » du vers 11 prouve que le poète critique son comportement ; ce vers est un décasyllabe présent au milieu de trois octosyllabes, ce qui prouve que le poète insiste sur le caractère égoïste de la femme. Enfin, dans le vers 17, le poète prend une position de domination philosophique et vitale sur cette femme : « Un jour tu sentiras peut-être ». Ici il tente de renverser les rôles de cet événement en plaçant Pauline Garcia dans la situation de désolation de son actuel propre sort. Il lui assure qu’elle est trop égoïste pour éprouver le moindre soupçon d’empathie envers lui dans ce moment, mais prédit que lorsqu’elle sera dans la même situation que lui, elle pourra comprendre ce que le poète subit actuellement.

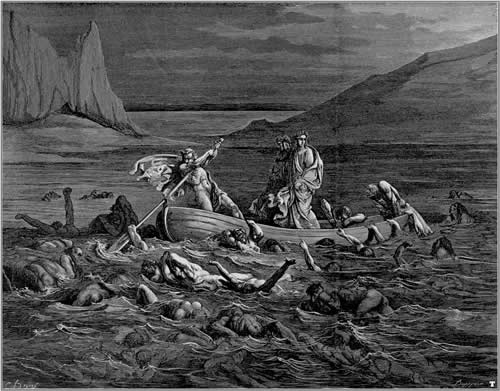
Le Styx par Gustave Doré.

#### Une mise en garde sur son choix
Mais, cette critique s’accompagne d’une mise en garde par le poète. Il s’adresse à cette femme, toujours directement (en utilisant le présent et le futur de l’indicatif), à travers l’apostrophe « Adieu ! », réutilisé au début du vers 13. Ce nombre est associé par superstition à la malchance, et les paroles qui suivent relèvent d’une mise en garde : le vers 14 prédit que cette femme va « [s]’enivrer d’un plaisir dangereux », à travers « un beau rêve » (vers 13). Le vers 16 élucide ce quatrain en indiquant qu’elle est « ébloui[e] ». Donc, ces vers montrent que le poète ne prédit rien de bon à la jeune femme, trop naïve et aveuglée par son bonheur personnel. Toute sa joie repose dans un « rêve » qui n’est qu’un songe. À travers l’enjambement : « Sur ton chemin l’étoile qui se lève/Longtemps encor éblouira tes yeux » (vers 15 et 16), la femme ne voit pas la vérité car elle est aveuglée par la beauté du Soleil, c’est-à-dire par le bonheur nouveau qu’elle vit. Ce bonheur sera illusoire, selon le poète. Cette strophe s’érige alors en prophétie funeste dictée par un poète devenu un oracle.

#### Un souhait qu'elle comprenne comme elle le blesse
Le poème est une ode à l’empathie, jugée absente chez Pauline Garcia. Le poète désire que la femme qui l’a abandonné comprenne tout le mal qu’elle lui fait : c’est ce que nous pouvons lire dans la dernière strophe, dans l’enjambement des vers 17 et 18 : « Un jour tu sentiras peut-être/Le prix d’un cœur qui nous comprend ». Ici, Musset indique à la femme qu’elle arrivera « peut-être » un jour à estimer le sentiment d’affection qu’il éprouvait pour elle ; que « peut-être » un jour elle saura mesurer l’importance d’être aimée et montrer de l’intérêt à ceux qui l’aiment.

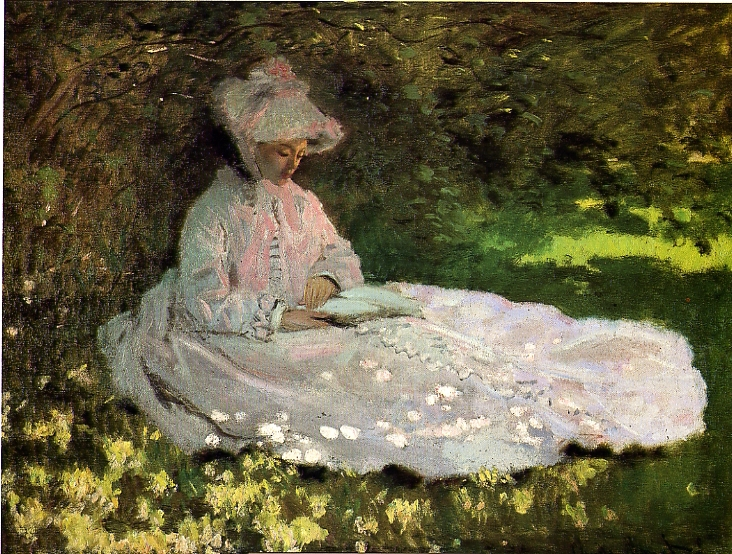
Claude Monet, La Liseuse (1871).

Le poète lui expose sa souffrance et tisse une synecdoque entre le « cœur » et son tout : l’âme, l’être, l’individu. Il prouve que c’est l’âme qui fait l’homme, que c’est l’amour donné qui est inestimable. C’est justement le sens du vers 4 où Musset se rend compte de son attachement et de son amour pour sa bien-aimée seulement une fois qu’il l’a perdue : toute sa pensée se résume en cette phrase : « En te perdant je sens que je t’aimais ». Ainsi, c’est lorsqu'on perd un être aimé que l’on comprend à quel point il comptait pour soi.
En plus, dans le vers 11, Musset avoue qu’il est parmi « ceux qui vont souffrir de [s]on absence » et utilise une allitération en [s] pour prouver qu’il est écrasé par les coups qui proviennent de la douleur sentimentale qui l’accable. Pour terminer, les vers 19 à 20 donnent une leçon de vie à la femme qu’il aimait : « Le bien qu’on trouve à le connaître,/Et ce qu’on souffre en le perdant. » Musset parle du « cœur », évoqué juste avant, c’est-à-dire de celui qu’on aime. Il réalise un parallélisme sous forme de chiasme entre le début d’une relation amoureuse, où les amants sont heureux, et la rupture de celle-ci où seule la souffrance est au rendez-vous. Il confronte le bonheur d’un temps, et la déception actuelle, la flamme grandissante du début et l’obscurité de la souffrance en fin de compte.

## Postérité
Le poème a été repris de nombreuses fois en chanson, notamment dans la célèbre version audiovisuelle du groupe de musique de Tanguy Pochoy,.